# Robin Esrock
Robin Esrock (/ˈɛzrɒk/ EZ-rok) (Johannesburgo, 1974) es un escritor sudafricano de viajes, autor de bestsellers y personalidad de la televisión internacional. 

## Trayectoria
Radicado en Vancouver (Canadá), Esrock ha escrito artículos para importantes publicaciones internacionales, como el Chicago Tribune, The Guardian, el Gulf News, el South China Morning Post, el Cape Town Argus, el Sydney Morning Herald, el Vancouver Sun, el Dallas Morning News y el Toronto Star.
Esrock fue columnista habitual de The Globe and Mail, MSN, Vancouver Sun y Outpost Magazine. Otras publicaciones son Mental Floss, Red Bull's The Red Bulletin y National Geographic.
Esrock es copresentador de la serie televisiva de 40 capítulos Word Travels. Rodada en 36 países, Word Travels sigue la vida de dos escritores de viajes en activo. Word Travels se emite en Travel Channel International, National Geographic Adventure en Asia, Oceanía, Oriente Medio y Europa, OutsideTV y HalogenTV en Estados Unidos, y en OLN, F/X y ity en Canadá. Word Travels se rodó entre 2007 y 2009. Esrock conoció a su copresentadora y colega escritora de viajes Julia Dimon mientras viajaba como mochilero en Koycegiz (Turquía). Esrock es también cocreador, codesarrollador, productor asociado y coguionista de Word Travels. En 2012, comenzó la producción de la serie de televisión de OLN Get Stuffed, basada en una idea original de Esrock.
Antes de su carrera como escritor de viajes, Esrock trabajó en la industria musical para SL Feldman & Associates. Su cambio de carrera fue el resultado de un accidente de bicicleta que le dejó una rótula rota y una indemnización de 20.000 dólares del seguro. Con ese dinero, recorrió el mundo como mochilero, escribiendo una columna para el Vancouver Sun y manteniendo su sitio web.
Esrock ha viajado a más de 100 países en 7 continentes. También es conferenciante, ha presentado varios programas de revistas en línea y aparece como experto en viajes en el programa Breakfast Television de Vancouver. Esrock también ha aparecido como experto en viajes en Forbes Travel, Travel + Leisure, y ha sido entrevistado en varios medios de comunicación canadienses y australianos. En 2013, ganó el premio Destination Canada al mejor vídeo online en los Go Media Marketplace Awards de Winnipeg.
En marzo de 2012, Esrock fue el maestro de ceremonias de la 108.ª Cena Anual del Club de Exploradores en el Hotel Waldorf-Astoria de Nueva York. Esrock entregó premios a los miembros del Club de Exploradores, como el paleontólogo Philip J. Currie, la toxicóloga marina Susan Shaw y el biólogo Richard Ellis. Esrock también habló sobre las lecciones de los viajes en TEDx Vancouver, seleccionada por Yahoo como una de las mejores charlas sobre viajes de TED.
En 2013, Esrock publicó su libro The Great Canadian Bucket List: One-of-a-Kind Travel Experiences, publicado por Dundurn Press. El libro se convirtió en el número uno en ventas de viajes e historia canadiense en Amazon.ca. En 2015, publicó cinco libros de seguimiento de la serie Bucket List. Esrock ha citado a Hunter S. Thompson y al periodismo gonzo como principales influencias en sus escritos, y luce el tatuaje del puño gonzo en la pierna izquierda.
En 2015. Esrock fue nombrado uno de los embajadores de las actividades al aire libre de Gear Junkie, una lista de aventureros, inventores y atletas de los últimos 110 años que marcaron la diferencia. La lista también incluye a Ernest Shackleton, Eddie Bauer, Robert Baden-Powell, el inventor de GoPro Nick Woodman y Steve Irwin.
En 2016, Harper Collins publicó The Great Global Bucket List de Esrock en Norteamérica, y Affirm Press lo publicó en Australia.  El libro sigue las aventuras de Esrock por 75 países en busca de experiencias extraordinarias.  Con críticas positivas, Travel+Leisure calificó a Esrock de rey de la Bucket List. Entró en la lista de libros más vendidos de no ficción del Toronto Star en el número 9.
En 2017 Dundurn Press publicó una segunda edición de The Great Canadian Bucket List, que entró en la lista de libros de no ficción del Toronto Star en el número 5.  Esrock también se convirtió en miembro de la Real Sociedad Geográfica Canadiense.  Como embajador de marca, Robin ha trabajado con Ford Motors, Intercontinental Hotels Group, Jetstar Airways y Great Canadian Trails. Esrock aparece con frecuencia en CBC Radio como experto en viajes.
En 2018, Esrock viajó por Australia para escribir The Great Australian Bucket List, que fue publicado por Affirm Press. Esrock fue presentado en ABC Morning News, 9News y escribió sobre sus aventuras para el Melbourne Herald Sun, entre otras publicaciones. The Great Australian Bucket List fue incluida en la lista de los Australian Indie Book Awards.
Vive en Vancouver, Columbia Británica.